# Шебуев, Георгий Александрович
Георгий Александрович Шебу́ев (настоящая фамилия — Гу́блер; 1891—1974) — российский и советский театральный актёр. Народный артист РСФСР (1957). Лауреат Сталинской премии второй степени (1949).

## Биография
Георгий Аронович Гублер родился 21 февраля (5 марта) 1891 года в Самаре, в семье Арона и Берты Гублеров. Окончил первую мужскую самарскую гимназию. В 1913 году окончил юридический факультет Казанского университета.
С 1910 года играл в любительских спектаклях, в труппе Саблиной-Дольской под псевдонимом «Хрусталёв». Осенью 1913 года он пришёл в самарскую антрепризу Лебедева и выбрал себе актёрский псевдоним «Шебуев». Работал в театрах Пензы, Перми, Воронежа, Киева, Свердловска, Севастополя, Одессы, Уфы. В 1913—1914, 1920—1923, 1935—1963 годах — в Куйбышевском академического драматического театра имени М. Горького. Как режиссёр поставил на самарской сцене «Потоп» Бергера, «Войну женщин» Скриба, «Шута на троне» Лотара.
Оставил сцену в 1963 году.
Автор статей и рецензий на спектакли. Написал книгу «Актёрское счастье».
Вторым браком был женат на актрисе Зое Константиновне Чекма́совой. Основатель театральной династии Шебуевых: внучка — заслуженная артистка РФ Ольга Шебуева, её сестра Наталья — театральный менеджер.
Умер 14 декабря 1974 года в Куйбышеве. Похоронен на Городском кладбище.
3 июня 1990 года была открыта мемориальная доска на доме, где он жил, — № 72 по улице Ленинградской.
В 2002 году вышел в свет сборник «Георгий Шебуев. Воспоминания для будущего». В книгу включены рецензии разных лет, написанные артистом.

## Роли в театре
- «Горе от ума» А. С. Грибоедова — Павел Афанасьевич Фамусов, Александр Андреевич Чацкий, Репетилов
- «Маскарад» М. Ю. Лермонтова — Евгений Александровыич Арбенин
- «Волки и овцы» А. Н. Островского — Аполлон Викторович Мурзавецкий
- «Бесприданница» А. Н. Островского — Юлий Капитонович Карандышев
- «Ревизор» Н. В. Гоголя — Иван Александрович Хлестаков
- «Дядюшкин сон» Ф. М. Достоевского — князь К.
- «На дне» М. Горького — Барон
- «Варвары» М. Горького — Сергей Николаевич Цыганов
- «Воздушный пирог» Б. С. Ромашова — Семён Рак
- «Фронт» А. Е. Корнейчука — Гайдар
- «Крепость на Волге» И. Л. Кремлёва — Реутов
- «Шторм» В. Н. Билль-Белоцерковского — Братишка
- «Нашествие» Л. М. Леонова — Николай Сергеевич Фаюнин
- «Русский вопрос» К. М. Симонова — Морфи
- «Так и будет» К. М. Симонова — Фёдор Алексеевич Воронцов
- «Океан» А. П. Штейна — Миничев
- «Дети солнца» М. Горького — Павел Фёдорович Протасов
- «Уриэль Акоста» К. Ф. Гуцкова — Бен-Акиб
- «Коварство и любовь» Ф. Шиллера — Миллер
- «Стакан воды» Э. Скриба — Болинброк
- «Потоп» Ю. Х. Бергера — Фрезер
- «Корневилльские колокола» Р. Планкета — Гаспар
- «Весёлая вдова» Ф. Легара — граф Данило

Лев Адольфович Финк писал о Шебуеве:
Было время, когда он выступал как эстрадный певец, ему прочили карьеру опереточного актёра, не раз видели его в оркестре, за пюпитром, вместо заболевшего скрипача. Он охотно играл в водевилях, пел куплеты и романсы, легко переходил от беспутного графа Данилы из „Весёлой вдовы“ к героям Достоевского и Чехова…
Борис Кожин вспоминал короткое стихотворение, напечатанное в газете «Волжский комсомолец» 1 мая 1956 года:
Всегда в театре кассово,
всегда в театре массово,
когда в афише значатся
Шебуев и Чекмасова.

## Награды и премии
- заслуженный артист РСФСР (1935)
- народный артист РСФСР (1957)
- Сталинская премия второй степени (1949) — за исполнение роли Реутова в спектакле «Крепость на Волге» И. Л. Кремлёва[5]